# Prato Nevoso

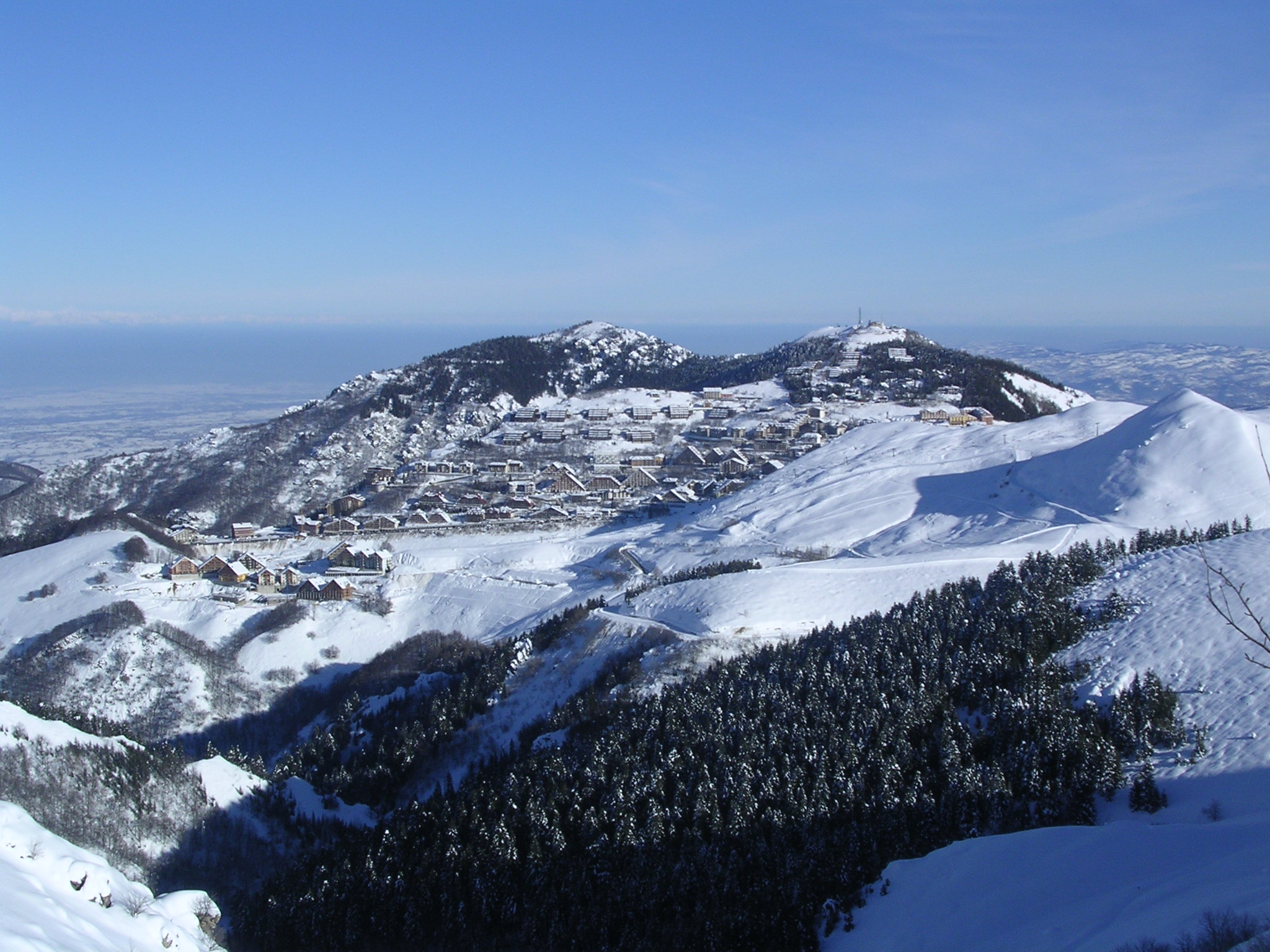
Prato Nevoso no inverno.

Prato Nevoso é uma estação de esqui localizada no município de Frabosa Sottana na província de Cuneo (Cuneo), na Itália.

## A história das áreas de esqui
Prato Nevoso nasceu na década de 1960, por iniciativa de um grupo de investidores ligures que desejavam criar uma estação turística de inverno e que fosse facilmente acessível a partir de Turim e Génova. Eles escolheram as pastagens de montanha do município de Frabosa Sottana, situado acima de 1400 metros acima do nível do mar. O custo relativamente baixo do primeiro apartamentos atraíu famílias e permitiu um rápido desenvolvimento do resorte. No entanto, ela foi construída sem qualquer plano geral e foi bastante arriscado em termos de arquitetura e planeamento urbano.
Durante a década de 1990, a sua área de esqui tem sofrido com a escassez de neve a esta altitude média, mas os canhões de neve têm, pois de certa forma compensado as perdas. A área de esqui está ligada à do Artesina, outro resorte de desportos de inverno, localizado no município de Frabosa Sottana.

## Ciclismo
Prato Nevoso já foi usado várias vezes como porto de passagem dos ciclistas:
- a 13.ª etapa do Giro d'Italia de 1996 no dia 31 de maio que Pavel Tonkov ganhou endossando ao mesmo tempo, a camisola rosa.
- a 18.ª etapa do Giro d'Italia de 2000 (vencida por Stefano Garzelli), em 1 de junho.
- a 15.ª etapa do Tour de France de 2008, vencida por Simon Gerrans em um fuga, no dia 20 de julho. Para a corrida para a classificação geral, Cadel Evans perdeu a sua camisola amarela para o benefício de Frank Schleck, o próprio líder provisório.[1]
- a 18.ª etapa do Giro d'Italia de 2018 vencida por Maximilian Schachmann em 24 de maio em um fuga. Nesta fase, veste, pela primeira vez, a camisola rosa Simon Yates e ganha tempo para Tom Dumoulin e Christopher Froome numa etapa de montanha, os dois ciclistas que conseguiram atacar a camisola rosa nos últimos dois quilómetros.